# Anomoeotes triangularis
Anomoeotes triangularis és una espècie de lepidòpter zigenoïdeu de la família dels himantoptèrids (Himantopteridae), subfamília Anomoeotinae endèmica de Sierra Leone.